# Одаев
Ода́ев (укр. Одаїв) — село в Олешанской сельской общине Ивано-Франковского района Ивано-Франковской области Украины.
Население по переписи 2001 года составляло 362 человека. Занимает площадь 4,507 км². Почтовый индекс — 78022. Телефонный код — 03479.

## История

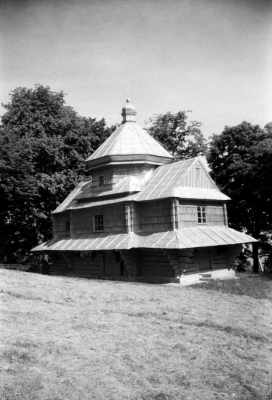
Церковь село Одаев

Село известно с 1744 года. Селу подчинено села Будзын и Суходол. Во время Первой мировой войны в селе проходила линия фронта велись бои.С 1934 по 1939 год село входило в гмину Олеша. В 1939 году в селе проживало 620 греко-католиков и 130 римо-католиков.
С 1946 года после ликвидации УГКЦ село постепенно становилось православным, с 1990-х в селе появился приход УПЦ КП после 2018 года парафия вошла в новою организацию ПЦУ. Настоятелями были о.Василий Коваль после 2018 года о.Тарас Лютак

## Памятки
Церковь Воздвижения Честного Христа (1878 г.) ПЦУ
Девичья гора ботанический заповедник

## Археология
Найдены орудия труда позднего палеолита